# كابادوتشا
كابادوتشا (بالإيطالية: Cappadocia)‏ هي بلدية في مقاطعة لاكويلا في إقليم أبروتسو الإيطالي.

## السكان
في سنة 1861 بلغ عدد السكان 3٬144 نسمة، وتطور العدد ليصل في سنة 2011 لـ 551 نسمة.
يظهر هذا المخطط البياني تطور النمو السكاني لـ كابادوتشا